# (5131) 1990 BG
Az (5131) 1990 BG egy földközeli kisbolygó. Helin és Roman fedezte fel 1990. január 21-én.